# أنقليس ثعباني كبير
أنقليس ثعباني كبير (الاسم العلمي: Myrichthys magnificus) هو نوع من الأسماك، يتبع فصيلة الأنقليس الثعباني.